# 1185
Il 1185 (MCLXXXV in numeri romani) è un anno  del XII secolo.

## Eventi

### Per luogo

#### Europa & Asia Minore
- Costruzione della città rupestre Vardzia nel sud della Georgia.
- A seguito di una rivolta contro l'imperatore bizantino Isacco II, nasce il Secondo Impero bulgaro con capitale Veliko Tărnovo.
- Saccheggio di Tessalonica.
- Un terremoto danneggia gravemente la cattedrale di Lincoln, già danneggiata da un incendio nel 1141 e ricostruita dal vescovo Alessandro il Magnifico. Essa verrà ricostruita nuovamente dal vescovo St. Hugh a partire dal 1192.

## Nati
- 2 marzo - Angelo da Gerusalemme, religioso († 1220)
- 23 aprile - Alfonso II del Portogallo, sovrano († 1223)
- Adolfo di Osnabrück, monaco cristiano, vescovo cattolico e santo tedesco († 1224)
- Gertrude di Merania, regina († 1213)
- Guglielmo II di Béarn, francese († 1229)
- Guglielmo III di Sicilia, nobile italiano
- Inge II di Norvegia, re († 1217)
- Nuño Sánchez, conte († 1242)
- Giacinto Odrovaz, religioso polacco († 1257)
- Raniero da Perugia, giurista e notaio italiano († 1255)
- Roberto III di Dreux, nobile francese († 1234)
- Shams Tabrizi, mistico, poeta e filosofo persiano († 1248)
- Tancredi da Bologna, giurista italiano († 1236)
- Tancredo Tancredi, missionario italiano († 1241)
- Raimondo Ruggero Trencavel, nobile francese († 1209)
- Gerardo III di Gheldria, conte († 1229)

## Morti
- 9 febbraio - Teodorico II di Lusazia, nobile tedesco
- 16 marzo - Baldovino IV di Gerusalemme, sovrano franco (n. 1161)
- 30 marzo - Beatrice di Rethel, sovrana
- 24 aprile - Antoku, imperatore giapponese (n. 1178)
- 30 maggio - Constantino Macroducas, nobile bizantino
- 16 giugno - Richenza di Polonia, regina
- 18 luglio - Stefan, arcivescovo cattolico svedese
- 19 luglio - Taira no Munemori, militare giapponese (n. 1147)
- 11 settembre - Stefano Agiocristoforite, funzionario bizantino
- 12 settembre - Andronico I Comneno, imperatore bizantino (n. 1118)
- 25 novembre - Papa Lucio III, papa, cardinale e vescovo cattolico italiano
- 6 dicembre - Alfonso I del Portogallo, sovrano (n. 1109)
- Bhāskara II, astronomo e matematico indiano (n. 1114)
- Centullo III di Bigorre, nobile franco
- Enrico I del Carretto, nobile italiano
- Ibn Tufayl, scrittore, filosofo e teologo arabo (n. 1105)

## Calendario
| Calendario 1185 | Calendario 1185 | Calendario 1185 | Calendario 1185 | Calendario 1185 | Calendario 1185 | Calendario 1185 | Calendario 1185 | Calendario 1185 | Calendario 1185 | Calendario 1185 | Calendario 1185 | Calendario 1185 | Calendario 1185 | Calendario 1185 | Calendario 1185 | Calendario 1185 | Calendario 1185 | Calendario 1185 | Calendario 1185 | Calendario 1185 | Calendario 1185 | Calendario 1185 | Calendario 1185 | Calendario 1185 | Calendario 1185 | Calendario 1185 | Calendario 1185 | Calendario 1185 | Calendario 1185 | Calendario 1185 | Calendario 1185 | Calendario 1185 |
| --------------- | --------------- | --------------- | --------------- | --------------- | --------------- | --------------- | --------------- | --------------- | --------------- | --------------- | --------------- | --------------- | --------------- | --------------- | --------------- | --------------- | --------------- | --------------- | --------------- | --------------- | --------------- | --------------- | --------------- | --------------- | --------------- | --------------- | --------------- | --------------- | --------------- | --------------- | --------------- | --------------- |
|                 | 1               | 2               | 3               | 4               | 5               | 6               | 7               | 8               | 9               | 10              | 11              | 12              | 13              | 14              | 15              | 16              | 17              | 18              | 19              | 20              | 21              | 22              | 23              | 24              | 25              | 26              | 27              | 28              | 29              | 30              | 31              |                 |
| Gennaio         | Ma              | Me              | Gi              | Ve              | Sa              | Do              | Lu              | Ma              | Me              | Gi              | Ve              | Sa              | Do              | Lu              | Ma              | Me              | Gi              | Ve              | Sa              | Do              | Lu              | Ma              | Me              | Gi              | Ve              | Sa              | Do              | Lu              | Ma              | Me              | Gi              |                 |
| Febbraio        | Ve              | Sa              | Do              | Lu              | Ma              | Me              | Gi              | Ve              | Sa              | Do              | Lu              | Ma              | Me              | Gi              | Ve              | Sa              | Do              | Lu              | Ma              | Me              | Gi              | Ve              | Sa              | Do              | Lu              | Ma              | Me              | Gi              |                 |                 |                 |                 |
| Marzo           | Ve              | Sa              | Do              | Lu              | Ma              | Me              | Gi              | Ve              | Sa              | Do              | Lu              | Ma              | Me              | Gi              | Ve              | Sa              | Do              | Lu              | Ma              | Me              | Gi              | Ve              | Sa              | Do              | Lu              | Ma              | Me              | Gi              | Ve              | Sa              | Do              |                 |
| Aprile          | Lu              | Ma              | Me              | Gi              | Ve              | Sa              | Do              | Lu              | Ma              | Me              | Gi              | Ve              | Sa              | Do              | Lu              | Ma              | Me              | Gi              | Ve              | Sa              | Do              | Lu              | Ma              | Me              | Gi              | Ve              | Sa              | Do              | Lu              | Ma              |                 |                 |
| Maggio          | Me              | Gi              | Ve              | Sa              | Do              | Lu              | Ma              | Me              | Gi              | Ve              | Sa              | Do              | Lu              | Ma              | Me              | Gi              | Ve              | Sa              | Do              | Lu              | Ma              | Me              | Gi              | Ve              | Sa              | Do              | Lu              | Ma              | Me              | Gi              | Ve              |                 |
| Giugno          | Sa              | Do              | Lu              | Ma              | Me              | Gi              | Ve              | Sa              | Do              | Lu              | Ma              | Me              | Gi              | Ve              | Sa              | Do              | Lu              | Ma              | Me              | Gi              | Ve              | Sa              | Do              | Lu              | Ma              | Me              | Gi              | Ve              | Sa              | Do              |                 |                 |
| Luglio          | Lu              | Ma              | Me              | Gi              | Ve              | Sa              | Do              | Lu              | Ma              | Me              | Gi              | Ve              | Sa              | Do              | Lu              | Ma              | Me              | Gi              | Ve              | Sa              | Do              | Lu              | Ma              | Me              | Gi              | Ve              | Sa              | Do              | Lu              | Ma              | Me              |                 |
| Agosto          | Gi              | Ve              | Sa              | Do              | Lu              | Ma              | Me              | Gi              | Ve              | Sa              | Do              | Lu              | Ma              | Me              | Gi              | Ve              | Sa              | Do              | Lu              | Ma              | Me              | Gi              | Ve              | Sa              | Do              | Lu              | Ma              | Me              | Gi              | Ve              | Sa              |                 |
| Settembre       | Do              | Lu              | Ma              | Me              | Gi              | Ve              | Sa              | Do              | Lu              | Ma              | Me              | Gi              | Ve              | Sa              | Do              | Lu              | Ma              | Me              | Gi              | Ve              | Sa              | Do              | Lu              | Ma              | Me              | Gi              | Ve              | Sa              | Do              | Lu              |                 |                 |
| Ottobre         | Ma              | Me              | Gi              | Ve              | Sa              | Do              | Lu              | Ma              | Me              | Gi              | Ve              | Sa              | Do              | Lu              | Ma              | Me              | Gi              | Ve              | Sa              | Do              | Lu              | Ma              | Me              | Gi              | Ve              | Sa              | Do              | Lu              | Ma              | Me              | Gi              |                 |
| Novembre        | Ve              | Sa              | Do              | Lu              | Ma              | Me              | Gi              | Ve              | Sa              | Do              | Lu              | Ma              | Me              | Gi              | Ve              | Sa              | Do              | Lu              | Ma              | Me              | Gi              | Ve              | Sa              | Do              | Lu              | Ma              | Me              | Gi              | Ve              | Sa              |                 |                 |
| Dicembre        | Do              | Lu              | Ma              | Me              | Gi              | Ve              | Sa              | Do              | Lu              | Ma              | Me              | Gi              | Ve              | Sa              | Do              | Lu              | Ma              | Me              | Gi              | Ve              | Sa              | Do              | Lu              | Ma              | Me              | Gi              | Ve              | Sa              | Do              | Lu              | Ma              |                 |